# 沃夫站
沃夫站是法国的一个铁路车站，位于法国中北部厄尔-卢瓦省的沃夫境内。

## 位置
沃夫站位于沃夫市区的西北部，布雷蒂尼－舒瓦西耶河畔拉芒布罗勒铁路99.003公里处，同时也位于沙特尔－奥尔良铁路的25.081公里处。车站大致呈东北-西南走向，主站房位于铁路线东南侧，面向沃夫市区。
前往奥尔良方向的铁路于1942年关闭，计划于2020年重新开启客运服务。

## 站台设置
| 西北↑ |             |             |  |
| 4道   |             | 沙特尔方向→ |  |
|       | 岛式        |             |  |
| 2道   |             | 巴黎方向→   |  |
| 1道   |             | 沙托丹←方向 |  |
|       | 侧式 主站房 |             |  |
| 东南↓ |             |             |  |

## 停靠线路
以下列车线路在沃夫站停靠：
| 沃夫站列车线路表   |                         |          |          |              |
| 线路               | 车种                    | 上一站   | 下一站   | 大致运行频率 |
| 巴黎—沙托丹/旺多姆 | TER Centre-Val-de-Loire | 欧诺     | 博讷瓦勒 | 每天6趟左右  |
| 沃夫—旺多姆/图尔   | TER Centre-Val-de-Loire | （起点） | 博讷瓦勒 | 每天3趟左右  |
| 沙特尔—沃夫        | TER Centre-Val-de-Loire | 沙特尔   | （终点） | 每天3趟左右  |
| 1.                 |                         |          |          |              |

## 配套交通

### 长途客车
| 停靠沃夫站的大巴车 |                              |                                                                                                |
| 上下车地点         | 运营单位                     | 主要线路及目的地                                                                               |
| 沃夫站门口         | 中央-卢瓦尔大区城际客运 Rémi | -2- 奥尔良 · 普普里 · 卢瓦尼拉巴塔耶 · 博斯地区奥热尔 · 博斯地区埃奥勒 · 佩济 · 苏尔 · 沙特尔  |
| 沃夫站门口         | Car TER                      | 2.10 杜尔当 · 欧诺 · 沙托丹 当某条铁路线施工或罢工时，SNCF可能会提供途径该线路沿途站点的大巴车 |
| 1. 2. 3. 4.        |                              |                                                                                                |

### 城市公共交通
沃夫站附近暂无城市公共交通线路。

### 社会车辆
沃夫站门口设有社会车辆停车场。

## 临近车站
| 沃夫站（Gare de Voves）        |                                      |                     |
| 上行车站                       | 线路                                 | 下行车站            |
| 欧诺站 22.5km ←                | 布雷蒂尼－舒瓦西耶河畔拉芒布罗勒铁路 | 博讷瓦勒站 → 20.5km |
| 沙特尔站 25.1km ←              | 沙特尔－奥尔良铁路                   | （关闭）            |
| - 本表仅显示运营中的线路及车站 |                                      |                     |